# Rosyjski oddział 9 Armii
Rosyjski oddział 9 Armii (ros. Русский отряд 9-й армии) – nazwa grupy rosyjskich białych emigrantów służących w 9 Armii Wehrmachtu podczas II wojny światowej.
Po ataku wojsk niemieckich na ZSRR 22 czerwca 1941 r., Niemcom szybko zaczęło brakować tłumaczy języka rosyjskiego. Było to związane przede wszystkim z faktem brania do niewoli tysięcy czerwonoarmistów, a także ich licznego przechodzenia na stronę niemiecką. Oberkommando des Heeres (OKH) wydało rozkaz werbowania na własną rękę przez sztaby armii tłumaczy mających niemieckie obywatelstwo. Służący jako główny tłumacz w sztabie 9 Armii gen. płk. Adolfa Straussa działającej w ramach Grupy Armii "Mitte" feldmarszałka Fedora von Bocka rosyjski biały emigrant Borys N. von Karcew otrzymał rozkaz zwerbowania pewnej liczby swoich rodaków, którzy mieli pełnić funkcję tłumaczy przy sztabie armijnym i sztabach poszczególnych jednostek wojskowych. Borys N. von Karcew przyjechał do Berlina, gdzie przed wojną utrzymywał kontakty ze środowiskiem rosyjskich emigrantów skupionych wokół b. gen. Wasilija W. Biskupskiego. Skontaktował się z  Władimirem A. von Tabarickim, "prawą ręką" gen. W. W. Biskupskiego. Za jego pośrednictwem zostało zwerbowanych ok. 110 emigrantów (wszyscy byli b. oficerami rosyjskiej armii). W sierpniu 1941 r. przybyli oni na front wschodni, po czym zostali rozdzieleni po sztabach różnych jednostek wojskowych 9 Armii; część służyła w sztabie armii. Wzięli oni udział w działaniach wojennych przeciwko Armii Czerwonej w rejonie Wiaźma-Rżew-Zubcowka. Sam B. N. von Karcew w stopniu Sonderfuhrera-K pełnił funkcję tłumacza w oddziale 1 sztabu 9 Armii. Do jego zadań należało zbieranie informacji o przeciwniku od oddziałów 1 sztabów poszczególnych jednostek wojskowych, a także udział w przesłuchaniach jeńców wojennych. Był też faktycznie nieformalnym tłumaczem przy dowódcy 9 Armii gen. płk. A. Straussie.